# Sekáč rohatý
Sekáč rohatý (Phalangium opilio) je pavoukovec z čeledi Phalangiidae (sekáčovití). Jde o holarktický druh; vyskytuje se v celé Evropě (rovněž v Česku), v Asii a Severní Americe. Je hojný. V přírodě vyhledává suchá i vlhká prostředí (louky, křoviska, okraje lesů). Taktéž je synantropní, čili žije v blízkosti člověka (v zahradách – kde ho spatříme často na bylinné vegetaci, zřídka přímo v domech – většinou je přítomen pouze na venkovních zdech).
Poměrně velký, dorůstá 6–10 mm (délka těla). Samice jsou větší než samci. Hlavohruď je po celé šířce srostlá se zadečkem. Pokožka je krytá kutikulou, která vytváří výrůstky. Má šest párů končetin. První jsou chelicery ukončené klepítky, přičemž druhý článek klepítek je u samců růžkovitě prodloužený (odtud český název „rohatý“). Druhý pár jsou makadla a další čtyři páry kráčivé nohy, které jsou velmi tenké a velmi dlouhé. Pár očí je umístěn na očním hrbolku. Na zadečku tvoří druhý a třetí článek pohlavní víčko, pod nímž jsou skryty pohlavní orgány.
Vajíčka klade do štěrbin v půdě nebo na spodní stranu listů, kde přečkají zimu. Mláďata se líhnou na jaře a dospívají koncem léta.
Živí se drobným hmyzem (třásněnky, mšice), roztoči, malými měkkýši, ale i hnijícími rostlinami. Ničí škůdce v polních kulturách, proto je velmi užitečný. V případě ohrožení vydává pomocí pachových žláz silný zápach, aby odradil predátora, případně hraje mrtvého. Pokud při útoku predátora přijde o nohu, ta se dále pohybuje, aby odvedla pozornost od sekáče, který tak může uniknout.

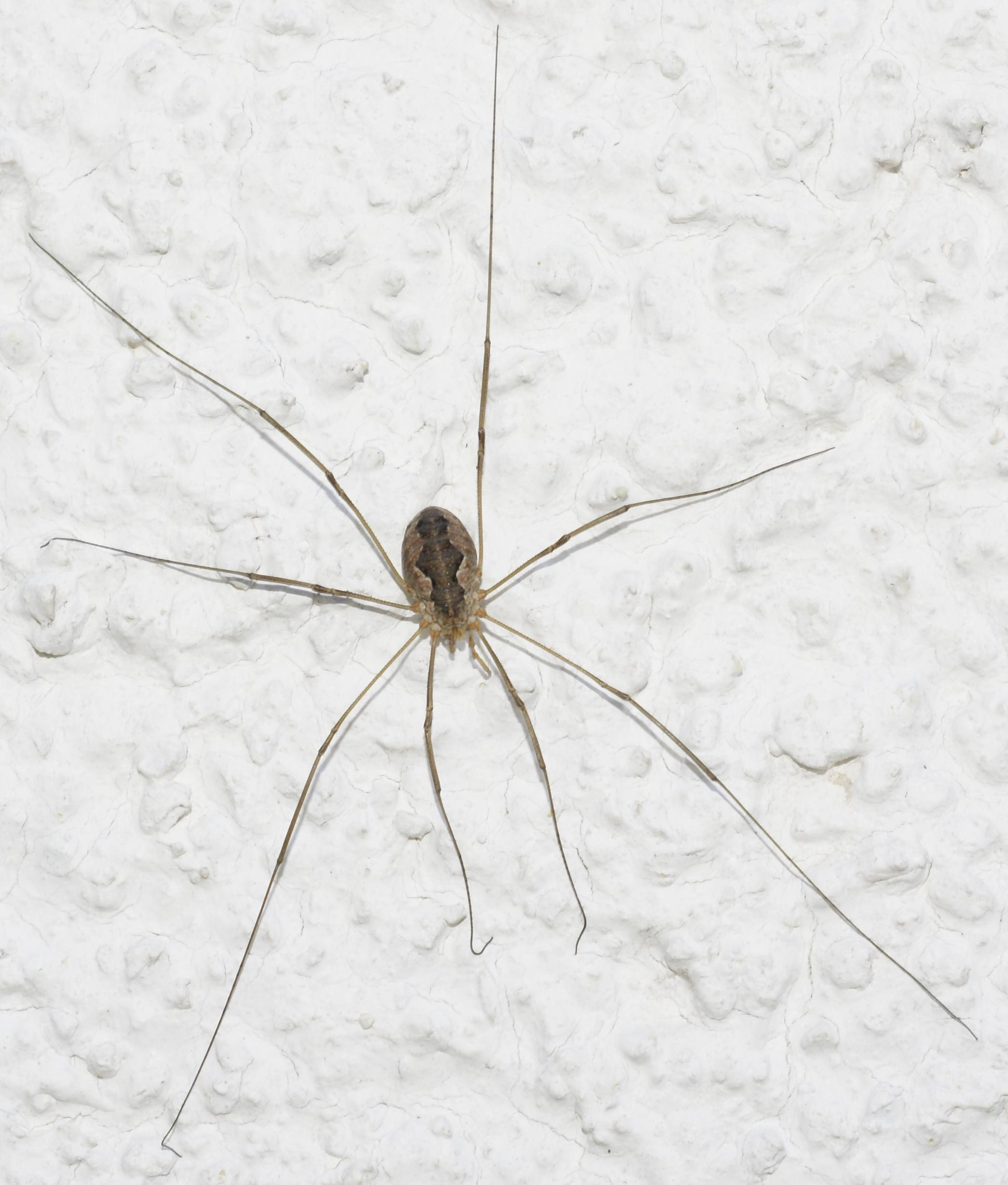
Sekáč rohatý
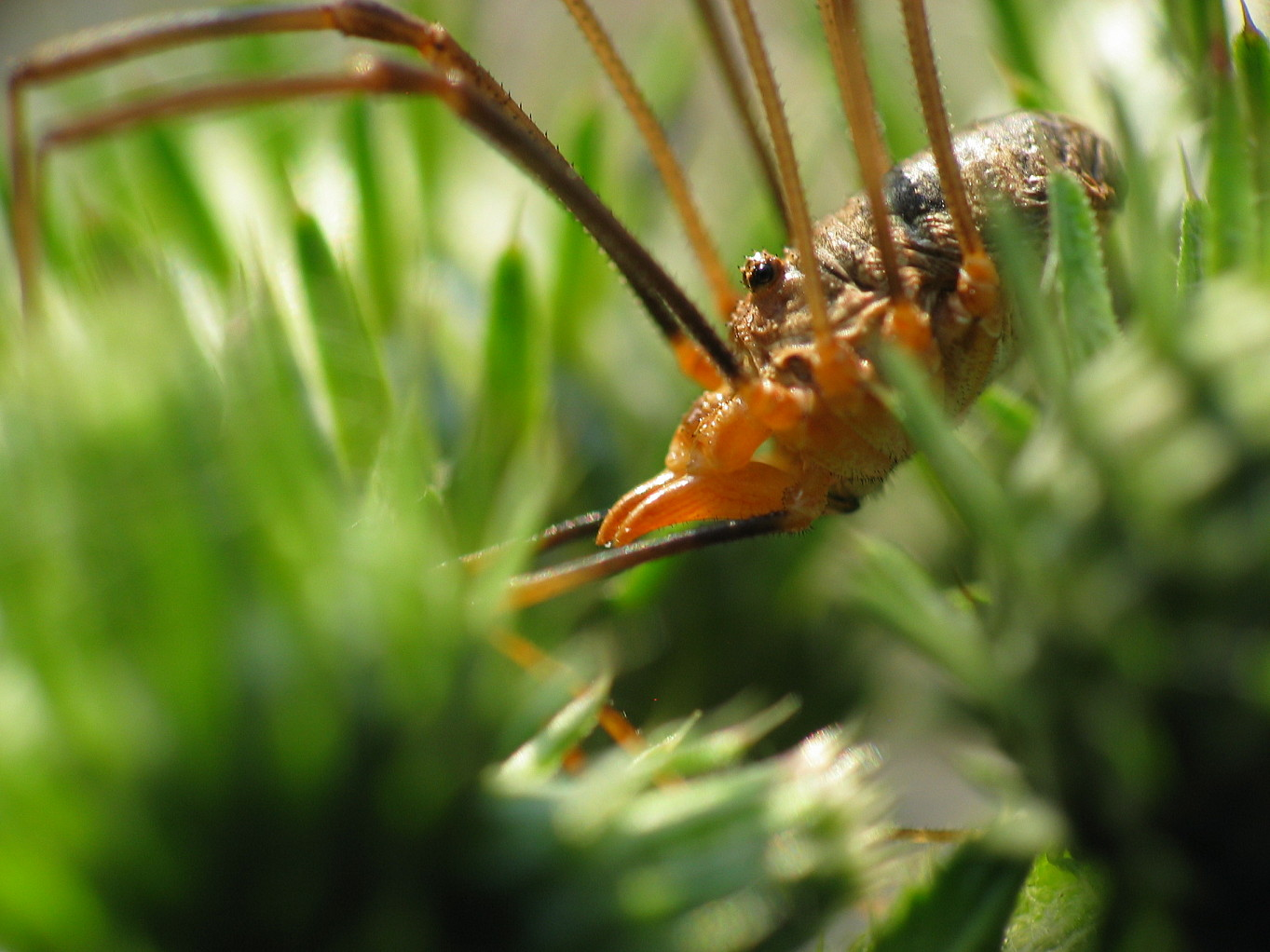
Detail hlavy samce (růžkovitě prodloužená klepítka)
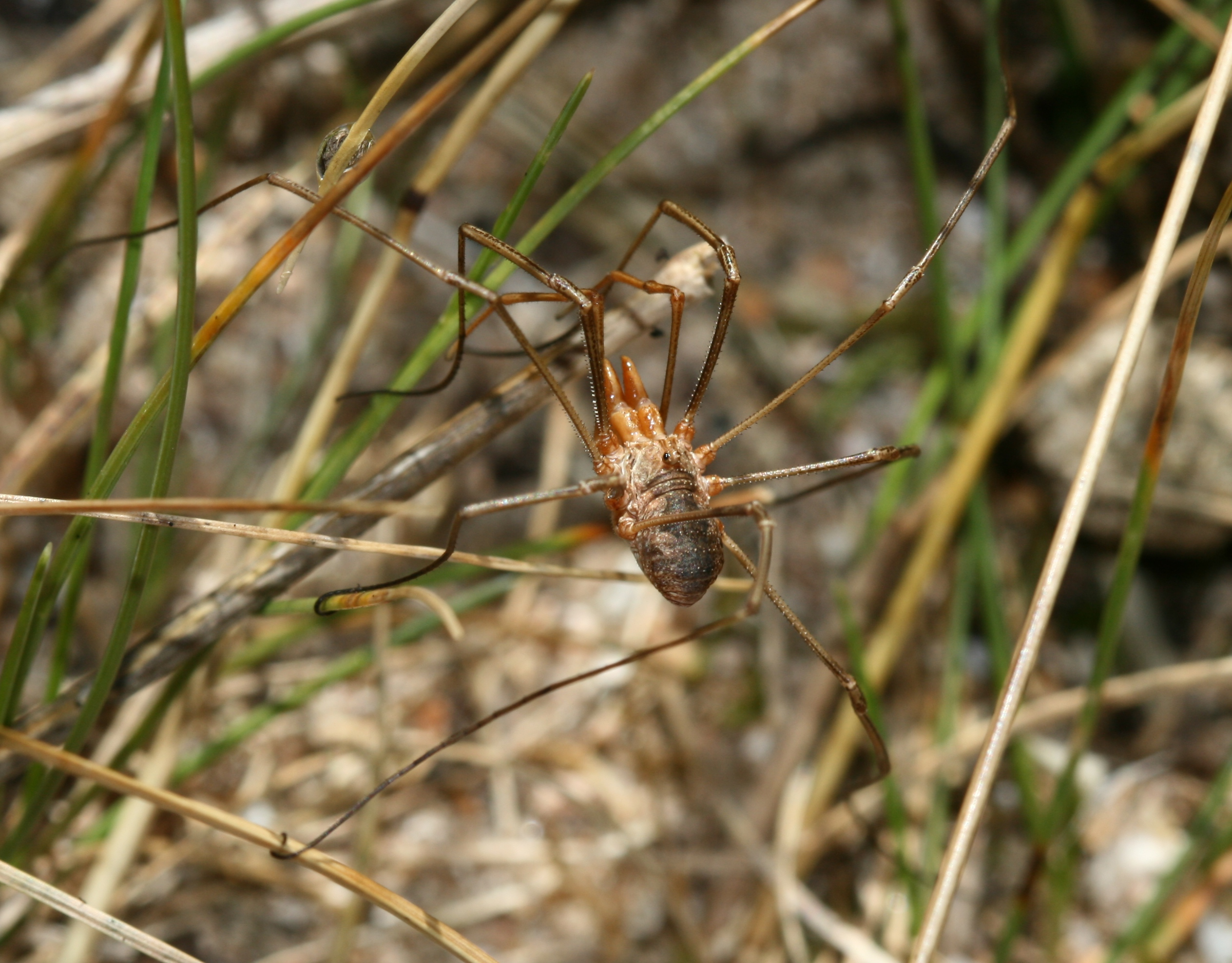
Samec
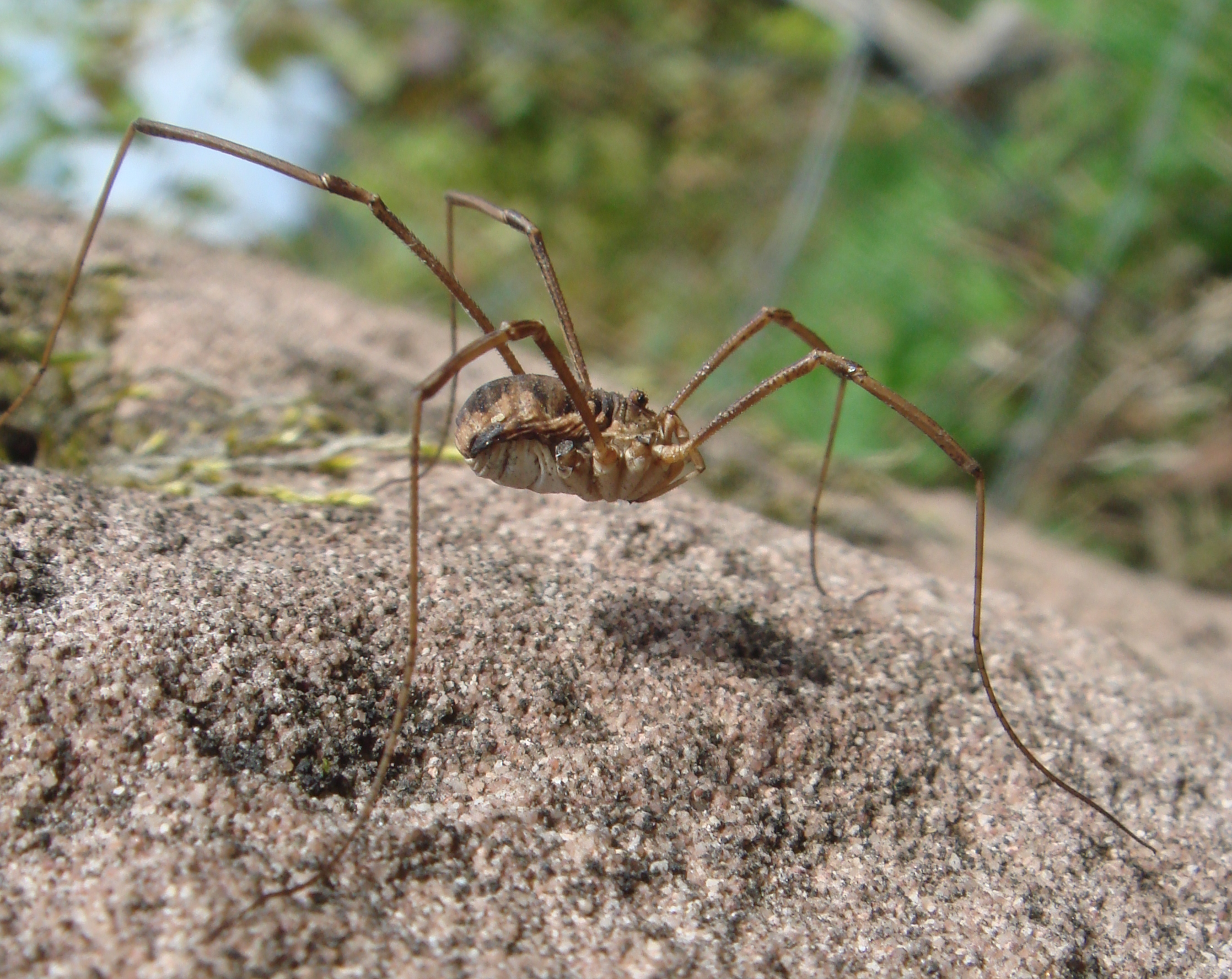
Samice